# Glyphonotus sinensis
Glyphonotus sinensis är en insektsart som beskrevs av Boris Petrovich Uvarov 1939. Glyphonotus sinensis ingår i släktet Glyphonotus och familjen vårtbitare. Inga underarter finns listade i Catalogue of Life.